# 59390 Habermas
59390 Habermas este un asteroid din centura principală, descoperit pe 24 martie 1999, de Matteo Santangelo.